# Márton Gábor (labdarúgó)
Márton Gábor (Pécs, 1966. október 15. –) válogatott labdarúgó, középpályás, hátvéd, edző.

## Származása és fiatalkora
2 éves korában kezdett futballozni, nagyszülei voltak a kisebbik pécsi labdarúgóklub, a PVSK pályájának gondnokai. 1977-ben leigazolta a város első számú csapata, a PMSC, de alacsony termete és súlyproblémái miatt csúfolták társai, így 1978-ban visszatért a PVSK-ba. 13 éves korában  hirtelen 15 centimétert nőtt, ami következtében jelentősen javultak fizikai adottságai, így visszakerült a PMSC-be és stabil kerettag lett. A klub ificsapatával megnyerték az országos bajnokságot, abban a csapatban játszott  Bérczy Balázs, Bogyay Zoltán, Lovász Ferenc, Tomka János,Turi Zsolt, az edző pedig Garami József volt.

## Játékosként

### A kezdetek
1985-ben korábbi utánpótlásedzője, Garami József kezei alatt mutatkozott be a PMSC felnőtt csapatában, amely akkoriban az ország egyik legjobb csapata volt. Az első időszakban csak kiegészítő emberként számítottak rá, majd miután Róth Antal eligazolt, alapemberré vált. Legnagyobb sikerét a klubbal 1990-ben érte el, amikor az megnyerte története során először a Magyar Kupát, a tatabányai döntő legjobb játékosának is megválasztották. Ebben az évben bemutatkozhatott a válogatottban is Ausztria ellen.

### Belgiumban
1990-ben szerződtette a belga KRC Genk csapata, ahol 42 meccsen lépett pályára. Az ott töltött időszakban végig nyelvi nehézségei voltak, nem tetszett a klub edzésmódszere és az edzővel sem jött ki jól, így visszatért Magyarországra.

### Bajnoki cím a Honvéddal
1992-től a Kispest Honvéd játékosa. A klubnál edzője volt Mezey György és Verebes József is, végül a finn Martti Kuusela irányításával nyerte meg a csapat a magyar bajnokságot 1993-ban. Ezzel a címmel Márton Gábor mindent megnyert Magyarországon.

### Franciaországban
Ezt követően 30 ezer euróért a francia élvonalban újonc AS Cannes csapatába igazolt, amellyel a szezon végén UEFA-kupa indulást érő helyen végeztek. A csapat edzője Luis Fernández volt, csapattársa volt többek között Johan Micoud és Patrick Vieira.

### Első visszatérés Pécsre
A sikeres szezon ellenére visszatért a PMSC-be, ahol azonban hónapokig nem kapott még fizetést sem, így nemsokára távozott. Később ezt a klubváltást élete legnagyobb hibájaként emlegette.

### Izraeli évek
Ezt követően Izraelbe szerződött, ahol fokozatosan építette fel magát, az országban igazi sztárnak számított: szállodamegnyitókra hívták díszvendégnek, országszerte ismerték és megválasztották a legjobb külföldi játékosnak is. Első időszakában három klubban játszott: 1995-től a Hapoel Kfar Saba csapatában, 1996-tól a Hapoel Petah Tikva-ban, majd 1999-től a Hapoel Tel-Avivban. Ez utóbbi csapattal még abban ez évben 50 ezer néző előtt megnyerte az izraeli kupát.

### Másodszor Pécsen
1999-ben fél évre visszatért Pécsre.

### Újra Izraelben
2000-ben fél szezont futballozott a Hapoel Rishon LeZion csapatában, ahol 13 mérkőzésen 3 gólt szerzett.

### Harmadik visszatérés Pécsre
2000 nyarán harmadszor is visszatért nevelőegyesületéhez, amelyet 2003-ban csapatkapitányként visszavezetett a másodosztályból az NB1-be.

### Levezetés
2004-ben fél évet futballozott ausztriában az SV Güssing csapatában, de nem érezte jól magát  a klubnál, majd Barcsi SC játékosa volt 2007 nyaráig.

### A válogatottban
1990 és 1995 között 21 alkalommal szerepelt a válogatottban és egy gólt szerzett. Kilencszeres ifjúsági válogatott (1984–85), nyolcszoros utánpótlás válogatott (1986–87), egyszeres egyéb válogatott (1987). Bár elmondása szerint nagyon büszke válogatottságára, de keserűséggel tölti el, hogy nem hívták be többször, erről így nyilatkozott:
A mai napig fájó pont, hogy „csak” 21 alkalommal játszottam a nemzeti csapatban, de gyorsan hozzáteszem, hogy nagyon büszke vagyok rá! Szerintem a válogatottban voltak, illetve vannak olyan játékosok, akik sokkal többször szerepeltek nálam, de én azt sem engedtem volna nekik, hogy kipucolják a cipőmet. Az egész pályafutásomat összegezve, azt mondhatom, ha mondhatok ilyet, hogy a tudásomhoz mérten, minden idők egyik legrosszabbul menedzselt játékosa voltam Magyarországon, és ezt kihangsúlyoznám, hogy Magyarországon, hiszen külföldön sokkal több segítséget kaptam bárkitől, mint itthon, és talán ezzel elmondtam mindent, hogy miért is tartunk itt. A szövetségi kapitányok jöttek-mentek, volt olyan, hogy egy edzőtábor után két héttel már 15 „új” labdarúgó volt a keretben, igazi káosz uralkodott akkortájt labdarúgásunkban. A válogatott karrierem is hasonlóan alakult, mint a klubomban, hol játszottam, hol nem. Kint Svédországban, rúgtam egy szép gólt a svédeknek, a következő meccsen egy percet sem játszottam, ez számomra érthetetlen, de biztos vannak, és akkor is voltak olyan érdekek, ami miatt másnak kellett játszania, mert bizonyos játékosoknak kötelező játszani. Én úgy voltam vele, hogy vagy tetszik a játékom, és elismerik azt a tudást amit képviselek, vagy nem. Én sohasem szerettem magamat ajánlgatni. Az hogy én újságírónak fizessek, hogy nyaljak ennek-annak azért, hogy pozícióba kerüljek, az soha sem volt az én stílusom. Szerintem én soha nem tudok kibújni a saját bőrömből.

## Edzőként

### Kezdetek
Klubvezetőként képzelte el a jövőjét a játékospályafutása után, azonban a barcsi időszakban id. Dárdai Pál mellett edzősködni kezdett. Ezt követően elvállalta az NB2-ben szereplő kozármislenyi felnőtt csapat vezetését 2008-ban a szezon utolsó 5 mérkőzésére, a csapattal 3 győzelem mellett 2  döntetlent ért el, de ennek ellenére távozott. A következő szezont a PMFC U19-es csapatánál kezdte meg, azonban három mérkőzés után menesztették a felnőtt csapat vezetőedzőjét, ahol az új vezetőedző, Róth Antal majd később Botos Antal segítője lett. 2009 őszén a félszezon utolsó két mérkőzésére, Botos Antal távozását követően elvállalta az első csapat irányítását, később egy interjúban elmondta, hogy nem akarta vállalni, de a PMFC akkori vezetése ráerőltette, majd ismét a pécsi utánpótlásban dolgozott egy félszezont.

### Sikerek Kozármislenyben
2010-ben visszatért Kozármislenybe, ahol sikeres két és fél évet töltött el, annak ellenére, hogy nehéz anyagi helyzetbe került a klub fél évvel azután, hogy odakerült. Márton Gáborral a klub valamennyi rekordját megdöntötte. A 2010/2011-es évben 8. helyen zárt a csapat az NB2-ben, majd a következő szezonban a bajnoki táblázat 2. helyén végzett 55 ponttal az MTK mögött. Az utolsó fél évben ezt a teljesítményt is sikerült felülmúlni a megszerzett 32 ponttal.

### Visszatérés a PMFC-be
2013 telén visszatért az NB1-es PMFC-be hivatalosan Lőrincz Emil mellett edzőként, mivel nem volt meg a megfelelő képzettsége, de később egy interjúban beismerte, hogy valójában ő vezette az edzéseket, illetve ő állította össze a csapatot. Márton érkezésekor átalakult a PMFC kerete, több fiatalt is beépített a ez első csapatba, amely végül a 12. helyen zárta a bajnokságot. A következő szezonban látványos és jó játékot mutatott a megfiatalított pécsi csapat, amely a 7. helyen zárt, azonban miután Mártonnak megromlott Matyi Dezső tulajdonossal a viszonya, 2014 nyarán Véber György váltotta a kispadon. A szurkolók ezt nehezen emésztették meg, a csapat teljesítménye visszaesett, követelték vissza Márton Gábort a kispadra.

### Kaposvári Rákóczi FC
2014 júliusában az NB2-be kiesett Kaposvári Rákóczi FC bejelentette, hogy Márton Gábor a csapat új vezetőedzője, a jelentősen átalakított, anyagi gondokkal küszködő csapat 16 ponttal a 12. helylen zárta az őszi szezont, ahol a téli szünetben tulajdonosváltás történt, az új tulajdonos pedig másik edzőt bízott meg a csapat irányításával, amely Márton nélkül már csak 7 pontot gyűjtött, így a 16., utolsó helyen végzett.

### Harmadszor is PMFC
Ahogy játékosként, edzőként is visszatért harmadjára is szeretett klubjához, a PMFC-hez, amelyet 2015 nyarán licencproblémák miatt a negyedosztályba száműztek. A csapat összes játékosa távozott, így gyakorlatilag a semmiből kellett új csapatot építenie, amely óriási fölénnyel nyerte meg a Baranya megyei I. osztályt. Az ezt követő két évben a harmadosztályban szerepelt a csapat, de a feljutást nem sikerült kiharcolni, így a vezetőség 2018 nyarán megköszönte Márton munkáját.

## Sikerei, díjai
- Magyar bajnokság
  - bajnok: 1992–93
  - 2.: 1985–86
- Magyar kupa
  - győztes: 1990
  - döntős: 1987
- Izraeli kupa
  - győztes: 1999

## Statisztika

### Mérkőzései a válogatottban
| Magyarország | Magyarország        | Magyarország                     | Magyarország     | Magyarország | Magyarország | Magyarország | Magyarország | Magyarország |
| #            | Dátum               | Helyszín                         | Hazai            | Eredmény     | Vendég       | Kiírás       | Gólok        | Esemény      |
| ------------ | ------------------- | -------------------------------- | ---------------- | ------------ | ------------ | ------------ | ------------ | ------------ |
| 1.           | 1990. április 11.   | Salzburg, Lehen Stadion          | Ausztria         | 3 – 0        | Magyarország | barátságos   | -            | 82'          |
| 2.           | 1992. április 29.   | Ungvár                           | Ukrajna          | 1 – 3        | Magyarország | barátságos   | -            | 83'          |
| 3.           | 1992. május 12.     | Budapest, Népstadion             | Magyarország     | 0 – 1        | Anglia       | barátságos   | -            | 64'          |
| 4.           | 1992. május 27.     | Stockholm, Råsunda Stadion       | Svédország       | 2 – 1        | Magyarország | barátságos   | 1            | 46' 64'      |
| 5.           | 1992. augusztus 26. | Nyíregyháza, Városi Stadion      | Magyarország     | 2 – 1        | Ukrajna      | barátságos   | -            | 81'          |
| 6.           | 1993. március 7.    | Fukuoka, Hakatanomori Stadion    | Japán            | 0 – 1        | Magyarország | Kirin-kupa   | -            |              |
| 7.           | 1993. március 10.   | Nagoja, Mizuho Stadion (JPN)     | Egyesült Államok | 0 – 0        | Magyarország | Kirin-kupa   | -            |              |
| 8.           | 1993. április 15.   | Budapest, Népstadion             | Magyarország     | 0 – 2        | Svédország   | barátságos   | -            | 78'          |
| 9.           | 1993. április 28.   | Moszkva, Luzsnyiki Stadion       | Oroszország      | 3 – 0        | Magyarország | vb-selejtező | -            |              |
| 10.          | 1993. május 29.     | Dublin, Lansdowne Road           | Írország         | 2 – 4        | Magyarország | barátságos   | -            |              |
| 11.          | 1993. június 16.    | Reykjavík, Laugardalsvöllur      | Izland           | 2 – 0        | Magyarország | vb-selejtező | -            | 60′          |
| 12.          | 1994. március 9.    | Budapest, Népstadion             | Magyarország     | 1 – 2        | Svájc        | barátságos   | -            | 46'          |
| 13.          | 1994. április 6.    | Szombathely, Rohonci úti stadion | Magyarország     | 0 – 1        | Szlovénia    | barátságos   | -            |              |
| 14.          | 1994. április 20.   | Koppenhága                       | Dánia            | 3 – 1        | Magyarország | barátságos   | -            |              |
| 15.          | 1994. május 18.     | Győr, Rába ETO Stadion           | Magyarország     | 2 – 2        | Horvátország | barátságos   | -            |              |
| 16.          | 1994. június 1.     | Eindhoven, Philips Stadion       | Hollandia        | 7 – 1        | Magyarország | barátságos   | -            |              |
| 17.          | 1994. június 8.     | Brüsszel, Heysel Stadion         | Belgium          | 3 – 1        | Magyarország | barátságos   | -            |              |
| 18.          | 1995. március 8.    | Budapest, Fáy utcai Stadion      | Magyarország     | 3 – 1        | Lettország   | barátságos   | -            | 46'          |
| 19.          | 1995. március 29.   | Budapest, Népstadion             | Magyarország     | 2 – 2        | Svájc        | Eb-selejtező | -            | 71'          |
| 20.          | 1995. június 11.    | Reykjavík                        | Izland           | 2 – 1        | Magyarország | Eb-selejtező | -            | 68'          |
| 21.          | 1995. augusztus 16. | Siófok                           | Magyarország     | 0 – 2        | Izrael       | barátságos   | -            |              |
|              | Összesen            |                                  |                  | 21           | mérkőzés     |              | 1            | gól          |